# Brittnee Cooper
Brittnee Shannon Cooper (Houston, 26 febbraio 1988) è una pallavolista statunitense.
Gioca nel ruolo di centrale nel Dresdner Sportclub 1898.

## Carriera
Brittnee Cooper inizia a praticale sport a livello scolastico, giocando per le squadre di pallavolo e pallacanestro della Thurgood Marshall High School. Continua a giocare a pallavolo nella Louisiana State University, prendendo parte alla NCAA Division I dal 2006 al 2009; terminata l'università resta in collegiale con la nazionale B statunitense per tutto il 2010, senza essere mai convocata per alcuna competizione ufficiale. Nella stagione 2011 inizia la carriera professionistica nella Liga de Voleibol Superior Femenino con le Llaneras de Toa Baja, raggiungendo le semifinali ai play-off scudetto, dove esce di scena contro le Mets de Guaynabo; al termine della stagione riceve il premio come miglior muro del campionato.
Sbarca in Europa per il campionato 2011-12, giocando nella 1. Bundesliga austriaca per lo Schwechat Post, col quale si aggiudica lo scudetto. Dopo un'annata nella Ligue A francese con l'UGSÉ Nantes, nella stagione 2013-14 viene ingaggiata dal Rabitə Bakı Voleybol Klubu, club della Superliqa azera col quale vince lo scudetto. Nella stagione seguente gioca nella Liga Siatkówki Kobiet polacca con l'Atom Trefl Sopot, conquistando la Coppa di Polonia.
Nel campionato 2016-17 approda in Germania, partecipando alla 1. Bundesliga col Dresdner Sportclub 1898.

## Palmarès

### Club
- Campionato austriaco: 1

2011-12
- Campionato azero: 1

2013-14
- Coppa di Polonia: 1

2014-15

### Premi individuali
- 2011 - Liga de Voleibol Superior Femenino: Miglior muro